# Lagisca elythrophora
Lagisca elythrophora är en ringmaskart som beskrevs av Horst 1915. Lagisca elythrophora ingår i släktet Lagisca och familjen Polynoidae. Inga underarter finns listade i Catalogue of Life.